# Falling
"Falling" je skladba americké indie rockové kapely Haim z jejich debutového alba nazvaného Days Are Gone. Poprvé tento singl vyšel 12. února 2013 ve Velké Británii. Jde o třetí singl z jejich debutového alba. Skladba se v britské singlové hitparádě nejvýše umístila na 30. pozici.

## Hudební videoklip
Hudební videoklip doprovázející vydání singlu "Falling" byl poprvé zveřejněn 19. února 2013 na oficiálním kanálu skupiny na YouTube. Je dlouhé 4 minuty a 11 sekund. Videoklip se natáčel v kopcích poblíž Pasadeny v Kalifornii.  Režisérka videoklipu, Tabitha Denholm, je známá z kapely Queens of Noize.

## Seznam skladeb
| Digitální stažení - Singl | Digitální stažení - Singl | Digitální stažení - Singl |
| Pořadí                    | Název                     | Délka                     |
| ------------------------- | ------------------------- | ------------------------- |
| 1.                        | Falling                   | 4:19                      |

| Digitální stažení - Remixy | Digitální stažení - Remixy                  | Digitální stažení - Remixy |
| Pořadí                     | Název                                       | Délka                      |
| -------------------------- | ------------------------------------------- | -------------------------- |
| 1.                         | Falling                                     | 4:19                       |
| 2.                         | Falling (Live At the iTunes Festival, 2012) | 5:19                       |
| 3.                         | Falling (Duke Dumont Remix)                 | 5:35                       |
| 4.                         | Falling (Psychemagik Remix)                 | 5:54                       |

| 10"    | 10"                         | 10"   |
| Pořadí | Název                       | Délka |
| ------ | --------------------------- | ----- |
| 1.     | Falling                     | 4:19  |
| 2.     | Falling (Duke Dumont Remix) | 5:35  |
| 3.     | Falling (Psychemagik Remix) | 5:54  |

## Hitparády
| Hitparáda (2013)                         | Nejvyšší pozice |
| ---------------------------------------- | --------------- |
| Australia (ARIA)                         | 85              |
| Velká Británie (Official Charts Company) | 30              |

## Historie vydání
| Region             | Datum         | Formát            | Vydavatelství   |
| ------------------ | ------------- | ----------------- | --------------- |
| Spojené království | 12. únor 2013 | Digitální stažení | Polydor Records |